# Rafael Sóbis
Rafael Sóbis, född 17 juni 1985, är en brasiliansk fotbollsspelare som spelar för Internacional. Han har tidigare spelat för bland annat spanska Real Betis. 

## Karriär
Rafael Sobis gjorde debut i Real Betis den 10 september 2006. En vecka senare blev han Betis nya hjälte då han gjorde två mål mot rivalerna Sevilla, även om matchen slutade med en förlust på 3-2.
Den 2 september 2008 bekräftade Real Betis att Sobis hade anslutit sig till det arabiska laget Al-Jazira, för 10 miljoner euro.
Sóbis var 2010 med och vann Copa Libertadores med Internacional, där han gjorde ett mål i finalen.